# محمد نور الكتبي
محمد نور بن محمد إبراهيم الكتبي
 أحد أئمة المسجد الحرام وقاضي المدينة، ولد في مكة المكرمة سنة (1323 هـ،- 1905م) وتلقى تعليمه فيها، وأخذ عن علمائها وعن والده محمد إبراهيم الكتبي، تولى قضاء المدينة المنورة حتى احيل للتقاعد سنة 1373 هـ، توفى في 22 شوال سنة 1402 هـ.

## نسبه
هو محمّد نور بن العلاّمة المُحدِّث محمّد إبراهيم الكُتبيّ بن محمّد عبدالله الحَسَنيّ بن نور محمّد بن عيسى بن عليّ بن الحَسَن بن محمّد بن عبدالله الدّاخل بن محمّد بن موسى بن إبراهيم بن عبدالله بن محمّد بن عيسى بن عليّ بن الحَسَن بن أحمد بن محمّد بن عبدالله بن محمّد بن إبراهيم بن محمّد بن أحمد بن عليّ بن صائم بن إبراهيم بن محمّد بن إسماعيل بن محمّد بن عبدالله بن إسماعيل بن سليمان بن موسى بن عبدالله أبوالكِرام بن داود الأمير بن أحمد المِسْوَر بن عبدالله الشيخ الصالح بن موسى الجَوْن بن عبدالله المحض بن الحَسَن المُثنّى بن الحَسَن المُجتبى السّبط بن عليّ بن أبي طالب.

## مولده
ولد في مكة المكرمة سنة 1323هـ في زمن الدولة العثمانية في عهد والي مكّة الشريف عون الرفيق وقيل في عهد والي مكّة الشريف عليّ باشا بن عبد الله بن محمّد بن عبد المعين، ونشأ في حجر والده، واشتغل بطلب العلم، فقرأ على والده وتلقى عنه علم الحديث.

## نشأته
بدأ بحفظ القرآن الكريم وتجويده على يد شيخ القرّاء بمكّة آنذاك الشيخ عبد اللّطيف قاري حتّى أتمّه مع حفظه لبعض القراءات. وفي عام 1331هـ التحق بالمدرسة الصولتيّة وتدرّج في صفوفها حتّى تخرّج من القسم العالي في آخر شهر ذي القعدة سنة 1337هـ، وبعد ذلك واصل دراسته على يد علماء المسجد الحرام وفي مقدّمتهم والده محمّد إبراهيم حتّى أجازوه بالتدريس وشجّعوه على نشر العِلم وبثّه

## الكتبي إمام المسجد الحرام
تصدر الكُتُبي للإمامة والتدريس في المسجد الحرام وذلك في سنة 1340هـ على عهد الحكومة الهاشمية، فكان يؤم المصلين في الأيام العادية، وفي شهر رمضان كان يؤم المصلين في صلاة التراويح في محراب المذهب الحنفي، وكان ذلك في حصوة الرملة القريبة من باب العمرة، وعندما حلت الدولة السعودية وتسلمت زمام الحكم، وابطلت تعدد أئمة الصلوات، وجمعت الناس في الحرمين الشريفين على إمام واحد، أصبح إماماً رئيساً يُصَلّي بالناس صلاة الظهر وأحياناً صلاة العصر وعين حينها عضواً بهيئة التمييز بمكة المكرمة، ويعد الشيخ محمد نور الكتبي أول من تولى الإمامة في المسجد الحرام في العهد السعودي، كما ذكر انه صلى بالناس في المسجد النبوي الشريف، فنال الإمامة والقضاء في الحرمين الشريفين

## الكتبي قاضي المدينة

الكتبي إمامًا وقاضيًا

في ربيع الأول من سنة 1357هـ عين الكتبي قاضيًا للمدينة ثم رئيسًا للمحاكم، وكان يقوم بالتدريس في المسجد النبوي لفترة قصيرة، واستمر في عمله حتى سنة 1373هـ، عندما طلب إحالته إلى التقاعد، فصدر الامر بالموافقة.
قال عنه الأديب المدني سعود الحجام: ذلك الرجل الذي يعد علماً من اعلام المدينة النبوية، فهو أحد قضاة المحكمة الشرعية بها، عرف بجنوحه للسلم في كل ما يعرض عليه من قضايا، فكم من قضية لعوائل كريمة تتعلق بطلاق أو خلافات زوجية قد تفضي إليه تراه يجري الاتصالات ببعض رجالات المدينة من الذين عرفوا بحبهم لفعل الخير بأن يصلحوا ذات بينهم، فمتى ما تحقق له ما أراد سُرَّ له غاية السرور، وهو كذلك بالنسبة لقضايا الحقوق الخاصة كالديون والمواريث وغيرها، فإن له بصمات لاتمحى في قضايا بين أخوة وذوي رحم يكون لشيخنا الكتبي فيها دوراً فاعلاً كي لاتصل الأمور بها إلى أحكام شرعية، فتراه يلملم شعث خلافهم ويحاول جاهداً على ان لا يكون لذلك الخلاف إي رواسب نفسية قد تؤثر على علاقاتهم الأسرية

## مناصبه
- عُيّن في عهد الشريف الحُسين بن عليّ سنة 1340هـ مدرّساً بالمسجد الحرام.
- كما عُيّن في عهد الشّريف الحُسين بن عليّ إماماً في المقام الحنفيّ بالمسجد الحرام.
- عُيّن في عهد الملك عبد العزيز سنة 1343 هـ إماماً أساسيّاً لصلاة الظُّهر بالمسجد الحرام.
- عُيّن في سنة 1346هـ عضواً برئاسة القضاء.
- عُيّن في سنة 1346هـ رئيساً لهيئة الأمر بالمعروف والنّهي عن المنكر.
- عُيّن في شهر صفر سنة 1347هـ بمرسوم ملكيّ مدرِّساً بالمسجد الحرام ومراقباً للدروس
- عُيّن في سنة 1349هـ عضواً بهيئة التمييز.
- كان عضواً منتدباً مع رئيس القضاء.
- عُيّن في سنة 1355هـ عضواً في مجلس المعارف بالمملكة.
- •في سنة 1356هـ عُرِض عليه تولّي القضاء بمدينة العلا فاعتذر عن ذلك.
- •وفي ربيع الأوّل سنة 1357هـ صدر الأمر الملكي بتعيينه رئيساً للمحاكم والدوائر الشرعيّة بالمدينة المنوّرة، فاستمرّ بها إلى سنة 1373هـ حيث قدّم استقالته لكبر سنّه.
- في سنة 1357هـ عُيّن مدرِّساً ورئيساً لهيئة العلماء والمدرِّسين بالمسجد النبويّ الشّريف.
- في سنة 1357هـ عُيّن رئيساً لكُلّية الشريعة في المدينة المنوّرة.
- • في سنة 1373هـ أُنتخب عضواً في المجلس الإداريّ بالمدينة المنوّرة.
- • في سنة 1373هـ عُيّن مستشاراً شرعيّاً لإدارة الأوقاف في المدينة المنوّرة.
- في سنة 1377هـ عُرِضَ عليه تولِّي قضاء القطيف فاعتذر عن ذلك.[35][36][37]

## مؤلفاته ومكتبته
قام بجمع كتاباً نافعاً سماه النُّخبة المُعتبرة من مناسك الحجّ على المذاهب المشتهرة، طبع بمصر بالمطبعة السلفيّة سنة 1347 هـ، وكان للشيخ الكتبي مكتبة أوقفها ابنه عبد الرزاق بعد وفاته على مكتبة الملك عبد العزيز بالمدينة المنورة، وتحوي المكتبة الكثير من المطبوعات النادرة التي بلغت (403) مطبوعاً، شملت التفسير والقراءات والعقيدة والفقه وأصوله والحديث، واللغة والأدب والسيرة والتاريخ، وأربعة مخطوطات

## حياته
كان متوسط القامة، نحيل الجسم، عريض الجبهة، أسمر اللون، واسع العينين، متوسط اللحية، يرتدي الغترة ولا يضع عليها العقال، ويلبس العباءة العربية، وكان في شبابه يلبس الجبة والعمامة وهو زي العلماء في الماضي، وكان في أخر حياته لا يمشي إلا متوكئاً على العكاز.
قال عنه محدث المدينة العلامة الشيخ عمر فلاتة: كان بحراً من بحور العلم ننهل منه 
.
وقال عنه الأديب المدني سعود الحجام: ذلك الرجل الذي يعد علماً من أعلام المدينة النبوية، فهو أحد قضاة المحكمة الشرعية بها، عرف بجنوحه للسلم في كل ما يعرض عليه من قضايا، فكم من قضية لعوائل كريمة تتعلق بطلاق أو خلافات زوجيه قد تفضي إليه تراه يجري الاتصالات ببعض رجالات المدينة من الذين عرفوا بحبهم لفعل الخير بأن يصلحوا ذات بينهم، فمتى ما تحقق له ما أراد سرله غاية السرور، وهو كذلك بالنسبة لقضايا الحقوق الخاصة كالديون والمواريث وغيرها، فإن له بصمات لاتمحى في قضايا بين أخوة وذوي رحم يكون لشيخنا الكتبي فيها دوراً فاعلاً كي لاتصل الأمور بها إلى أحكام شرعية فتراه يلملم شعث خلافهم ويحاول جاهداً على ان لايكون لذلك الخلاف أي رواسب نفسية قد تؤثر على علاقاتهم الأسرية

## وفاته
كانت وفاته يوم الخميس الثاني والعشرين من شهر شوّال لسنة 1402ه، ودفن في بقيع الغَرقَد، وأعقب تسع بنات، وابن واحد هو عبد الرزاق